# Starless
«Starless» — композиция британской прогрессивной рок-группы King Crimson. Она является заключительным и самым продолжительным по своему звучанию треком из альбома Red, записанного в 1974 году, после выхода которого группа была на несколько лет распущена. В этом смысле может рассматриваться как кульминация данной фазы существования King Crimson.
Оригинальные слова и мелодия песни написаны Джоном Уэттоном. Он предполагал сделать её заглавной композицией предыдущего альбома — Starless and Bible Black. Но Роберт Фрипп и Билл Бруфорд не оценили песню и в качестве заглавного трека была записана инструментальная композиция. Позже авторы вернулись к работе над «Starless», слова были изменены, а также добавился продолжительный инструментальный фрагмент, основанный на риффе, написанном Бруфордом. Группа исполняла «Starless» на концертах с марта по июнь 1974. Во время записи альбома Red текст вновь был изменён, на этот раз при участии Ричарда Палмер-Джеймса. Вводная тема, первоначально исполняемая Дэвидом Кроссом, перешла от его скрипки к гитаре Фриппа, претерпев незначительные изменения. Поскольку заглавие «Starless and Bible Black» уже было использовано, название композиции сократилось до одного слова.

## Кавер-версии
- Нил Морс, Майк Портной и Рэнди Джордж записали свою версию для альбома «Cover 2 cover».
- Крэйг Армстронг в альбоме «As If to Nothing» выпустил композицию «Starless II», основанную на вступительном риффе.
- Banco De Gaia — в альбоме «Memories Dreams Reflections».
- The Unthanks — в альбоме «Last».
- Эрик Норландер — в альбоме «Hommage Symphonique» (2007).
- Asia — в живом исполнении.
- 21st Century Schizoid Band — кавер-группа, составленная бывшими участниками King Crimson.
- After Crying — венгерский симфонический коллектив.
- Crimson Jazz Trio — джазовая кавер-группа.

## Участники записи
- Роберт Фрипп — гитара, меллотрон
- Джон Уэттон — бас-гитара, вокал
- Билл Бруфорд — ударные, перкуссия
- Мел Коллинз — сопрано-саксофон
- Иэн Макдональд — альтовый саксофон
- Дэвид Кросс— виолончель